# Srebrna Góra (Groot-Polen)
Srebrna Góra is een plaats in het Poolse district  Wągrowiecki, woiwodschap Groot-Polen. De plaats maakt deel uit van de gemeente Wapno en telt 330 inwoners.

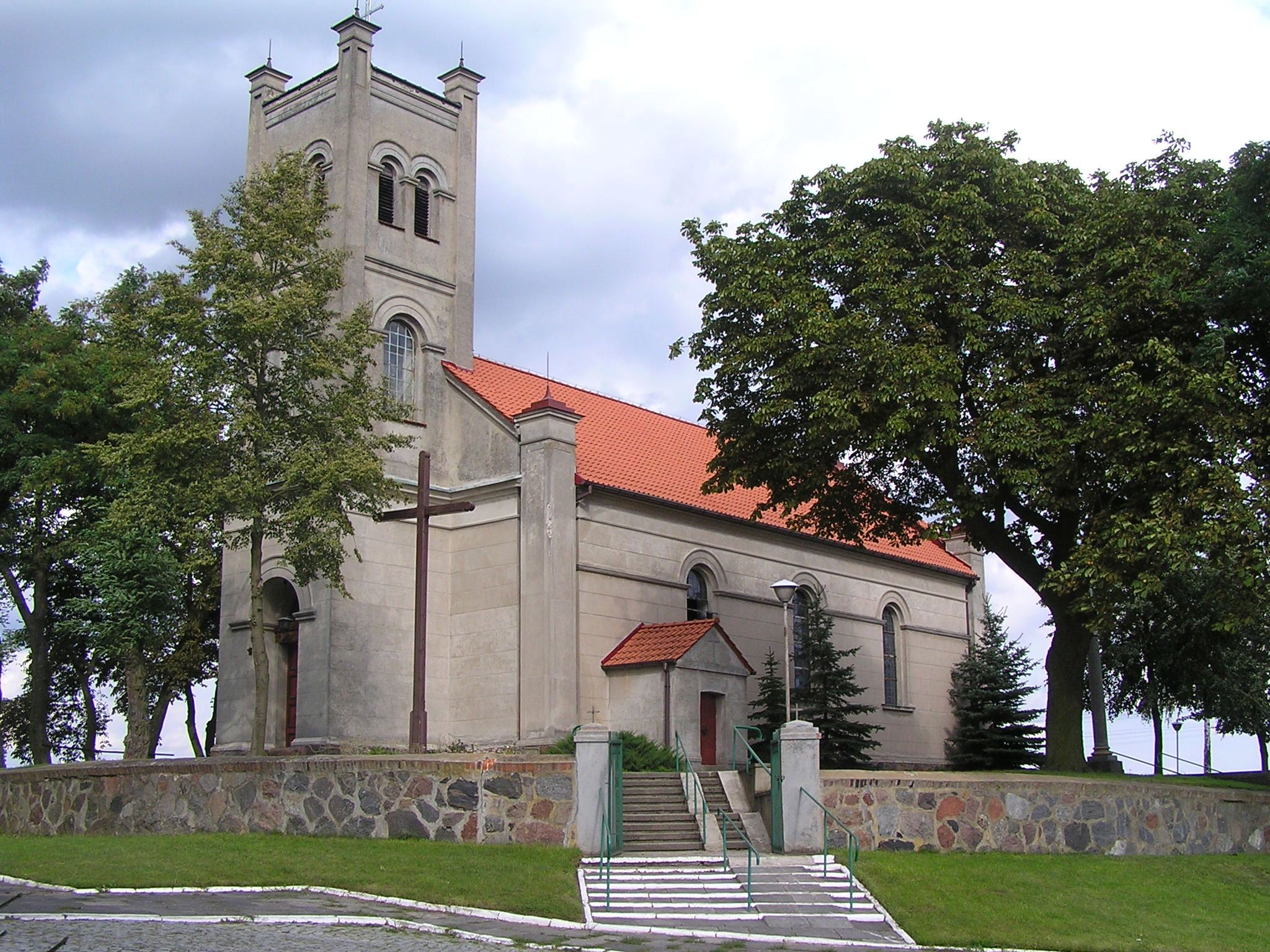
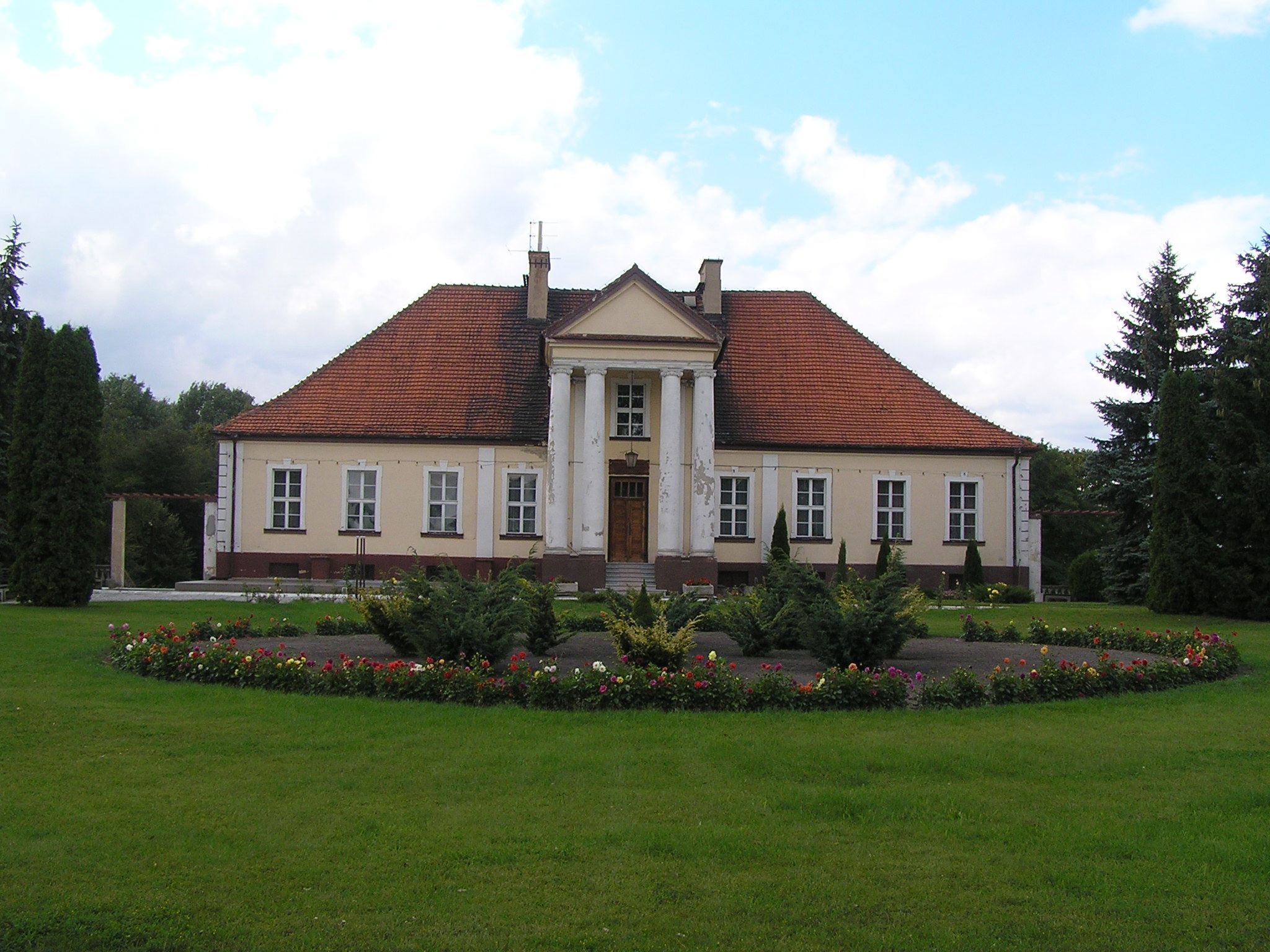